# Elías Muñoz
Elías Muñoz Ríos (ur. 3 listopada 1941 w Guanajuato) – meksykański piłkarz występujący na pozycji napastnika. Trener piłkarski.

## Kariera klubowa
W swojej karierze Muñoz reprezentował barwy zespołów Pumas UNAM, Zacatepec oraz CF Torreón. Wraz z Pumas w sezonie 1967/1968 wywalczył wicemistrzostwo Meksyku.

## Kariera reprezentacyjna
W reprezentacji Meksyku Muñoz grał w latach 1966-1968. W 1966 roku został powołany do kadry na Mistrzostwa Świata. Nie zagrał jednak na nich ani razu, a Meksyk odpadł z turnieju po fazie grupowej. W 1968 roku wziął zaś udział w Letnich Igrzyskach Olimpijskich, zakończonych przez Meksyk na 4. miejscu.